# Joni Brandão
Pour les articles homonymes, voir Brandão.
Joni Silva Brandão, né le 20 novembre 1989, est un coureur cycliste portugais. 

## Biographie
En 2013, il remporte le championnat du Portugal sur route en se détachant avec Tiago Machado qu'il bat au sprint.
En avril 2023, dans le cadre de l'affaire de dopage de l'équipe W52-FC Porto, il est sanctionné de six ans de suspension, soit jusqu'au 14 juillet 2028, pour possession d'une substance interdite et d'une méthode interdite, à savoir la génotropine, l'insuline, la ménotropine et le menopur.

## Palmarès
- 2008
  - Clásica de Pascua
  - 5e étape du Tour de Galice
- 2010
  - 2e du Tour du Portugal de l'Avenir
  - 3e du championnats du Portugal sur route espoirs
- 2011
  - Tour du Portugal de l'Avenir :
    - Classement général
    - 1re étape
- 2012
  - 2e du Grand Prix Abimota
- 2013
  -  Champion du Portugal sur route
- 2015
  - Volta ao Alto Támega :
    - Classement général
    - Prologue (contre-la-montre par équipes)

  - 2e du championnat du Portugal sur route
  - 2e du Tour du Portugal
- 2016
  - Tour de Cova da Beira :
    - Classement général
    - 3e étape

  - Grande Prémio do Dão :
    - Classement général
    - 2e étape

  - 3e du Tour de Castille-et-León
- 2018
  - Classement général du Tour du Portugal
  - 5e étape du Grand Prix Jornal de Notícias (contre-la-montre par équipes)
  - 2e de Classica Aldeias do Xisto
  - 2e du championnat du Portugal sur route
  - 3e du Tour de Cova da Beira
  - 3e du Grand Prix Jornal de Notícias
  - 3e du Trophée Joaquim-Agostinho
- 2019
  - 3e étape du Tour de Cova da Beira
  - Classica Aldeias do Xisto
  - 2e étape du Grande Prémio O Jogo
  - 4e, 5e (contre-la-montre) et 6e étapes du Grand Prix Jornal de Notícias
  - 2e du Grande Prémio O Jogo
  - 2e du Mémorial Bruno Neves
  - 2e du Grand Prix Jornal de Notícias
  - 2e du Tour du Portugal
  - 3e du Tour de Cova da Beira
- 2020
  - 4e étape du Tour du Portugal
- 2021
  - Classica Aldeias do Xisto
  - 3e étape du Grande Prémio O Jogo
  - 3e du Grande Prémio O Jogo

## Classements mondiaux
| Année           | 2011   | 2012 | 2013 | 2014 | 2015 | 2016 | 2017   | 2018 |
| --------------- | ------ | ---- | ---- | ---- | ---- | ---- | ------ | ---- |
| UCI Europe Tour | 1 087e | nc   | 291e | 212e | 113e | 102e | 1 118e | 122e |